# Остін Генрі Лаярд
Остін Генрі Лаярд  (англ. Austen Henry Layard; 5 березня 1817, Париж, Франція — 5 липня 1894, Лондон, Велика Британія) — британський мандрівник, історик, політик, дипломат, археолог, який знайшов і розкопав ассирійські міста Німруд та Ніневію, виявив знамениту бібліотеку Ашшурбаніпала, істотно просунув вивчення Месопотамії.

## Ранні роки
Остін Генрі Лаярд народився в Парижі в родині нащадків гугенотів. Його батько, Генрі Пітер Джон Лайард, був підданим Цейлону; мати, Маріанна, дочка Натаніеля Остіна, банкіра з Рамсгейту, мала часткове іспанське походження. З Франції сім'я Лаярдів переїхали до Італії, де Остін провів дитинство. У віці 12 років поїхав здобувати освіту до Великої Британії.
Отримавши шкільну освіту, провів майже шість років на роботі на фірмі свого дядька, лондонського адвоката, Бенджаміна Остіна. Однак потім виїхав на Шрі-Ланку (Цейлон), з метою отримати призначення на державну службу і в 1839 році разом із Едвардом Мітфордом зібрався в сухопутну подорож по Азії. Лаярд настільки захопився місцевістю, що на деякий час залишився у Персії. Під час поїздки, у 1842 році Остін познайомився з французьким консулом Полем-Емілем Боттою та британським послом у Туреччині Стретфордом Каннінгом. Останній запропонував Остіну дипломатичну службу в Туреччині. Суть служби полягала у дослідженні давньої історії різних регіонів, що і поклало початок археологічним дослідженням Лаярда.

## Експедиції
Головну цікавість для молодого мандрівника становили руїни Німруда на Тигрі та великий курган Куюнджик поблизу Мосула, яким вже декілька років займався Поль-Еміль Ботта. Так, завдяки Кеннінгу Ляард отримав фінансування і вже у 1845 році вирушив у свою першу експедицію. Впродовж двох років археолог проводив розкопки на околицях Мосула. Серед його знахідок є залишки палаців царів у Німруді IX—VII століть до нашої ери, різні статуї та інші артефакти, які зараз становлять більшу частину колекції ассирійських пам'яток у Британському музеї.
У 1847 році археолог повернувся до Британії. Однак затримався у Англії ненадовго і вже через декілька місяців вирушив до Константинополя як аташе британського посольства. В серпні 1849 року розпочав другу експедицію, результати якої дали Лаярду всесвітню популярність. В ході розкопок дослідник відкрив стародавню столицю Ассирії Ніневію. Досліджуючи руїни Вавилону і кургани південної Месопотамії, йому вдалось виявити бібліотеку Ашшурбаніпала, що дало початок вивченню ассирійської культури та писемності, а також розкопав залишки величезного крилатого бика, оригінальний ескіз якого зберігається у Британському музеї. Друга експедиція Лаярда також тривала два роки, а пізніше була продовжена його колегою — археологом Ормузом Рассамом. Впродовж експедицій Остін Лаярд зібрав власну приватну колекцію археологічних пам'яток, деякі з яких він привіз додому сам, а інші були передані йому. Археолог опублікував результати своєї роботи у книзі «Пам'ятники Ніневії» (англ. The Monuments of Nineveh, 1849), а пізніше — у томі «Друга серія пам'ятників Ніневії» (1853).

## Політична та дипломатична діяльність
На даному етапі археологічні дослідження Лаярд завершив та пов'язав декілька наступних років з політикою. У 1852 році його обирали до парламенту заступником міністра закордонних справ, але пробув Лаярд на цій посаді недовго. Під час Кримської війни входив до складу комітету призначеного для розслідування махінацій уряду Англії. У 1855 році Лаярд був обраний лорд-ректором Абердинського університету. Далі у 1857 році він відвідав Індію, щоб з'ясувати причини індійського заколоту, а з 1861 по 1866 рік був знову обраний заступником міністра закордонних справ. У 1868 році під керівництвом Вільяма Еварта Гладстона Лаярд був призначений першим комісаром робіт і склав присягу у Таємній раді.
У 1869 році Лаярд пішов у відставку, у зв'язку з переходом на посаду повноважного посла у Мадриді. У період з 1878 по 1880 рік був призначений лордом Біконсфілдом послом і очолив британську дипломатичну місію в Константинополі. У 1878 році з нагоди Берлінського конгресу за свої заслуги Лаярд був призначений кавалером Великого хреста ордена Лазні.

## Мистецька діяльність
Завершивши політичну кар'єру, Остін Генрі Лаярд переїхав до Венеції, де присвятив себе дослідженню мистецтва. У 1887 році навчався у свого друга Джованні Мореллі, погляди якого Лаярд втілював у свої роботи. У цьому ж році він опублікував на основі своїх попередніх книг, запис про першу подорож на Схід під назвою «Ранні пригоди в Персії, Сузіані та Вавилону», яка була однією з найкращих книг про подорожі написаних англійською мовою. У 1892—1893 роках написав вступ до перекладу «Італійські художники Мореллі» і у 1894 році відредагував частину про картини «Римського довідника Мюррея». Також час від часу він надсилав свої роботи до наукових видань.

## Смерть
Останні роки свого життя Остін Лаярд присвятив колекціонуванню творів відомих італійських художників, був співвласником фірми «Compagnia Venezia Murano» – компанії, що спеціалізувалась по виготовленню виробів з венеціанського скла мурано. А також відкрив мистецьку галерею венеціанського скла в Лондоні на Оксфорд-стріт.
Помер Остін Лаярд 5 липня 1894 року у Лондоні. Після здійснення аутопсії його останки були кремовані у Вокінгському крематорії в Сурреї, а прах був похований на цвинтарі церкви в Дорсеті в Англії.

## Основні праці
- Ніневія та її залишки: з розповіддю про відвідування халдейських християн Курдистану та єзидів, або поклонників диявола; і дослідження манер і мистецтва стародавніх ассирійців (1849) (англ. Nineveh and its remains : with an account of a visit to the Chaldean Christians of Kurdistan, and the Yezidis, or devil worshippers; and an inquiry into the manners and arts of the ancient Assyrians);
- Пам'ятники Ніневії: з малюнків, зроблених на місці (1849) (англ. Monuments of Nineveh: from drawings taken on site);
- Звіт про відкриття в Ніневії (1852) (англ. Account of Discoveries at Nineveh);
- Відкриття в руїнах Ніневії та Вавилону (1853) (англ. A Discoveries among the ruins of Nineveh and Babylon);
- Ніневія і Вавилон. Розповідь про другий похід до Ассирії (1853) (англ. Nineveh and Babylon A narrative of a second expedition to Assyria);
- Суд Ніневії в Кришталевому палаці (1854) (англ. The Ninevah Court in the Crystal Palace);
- Написи клинописом з ассирійських пам'яток (1860) (англ. Inscriptions in the Cuneiform Character);
- Ранні пригоди в Персії, Сузіані та Вавилоні (1887) (англ. Early adventures in Persia, Suzanne and Babylon).